# Amtseinführung von Benjamin Harrison

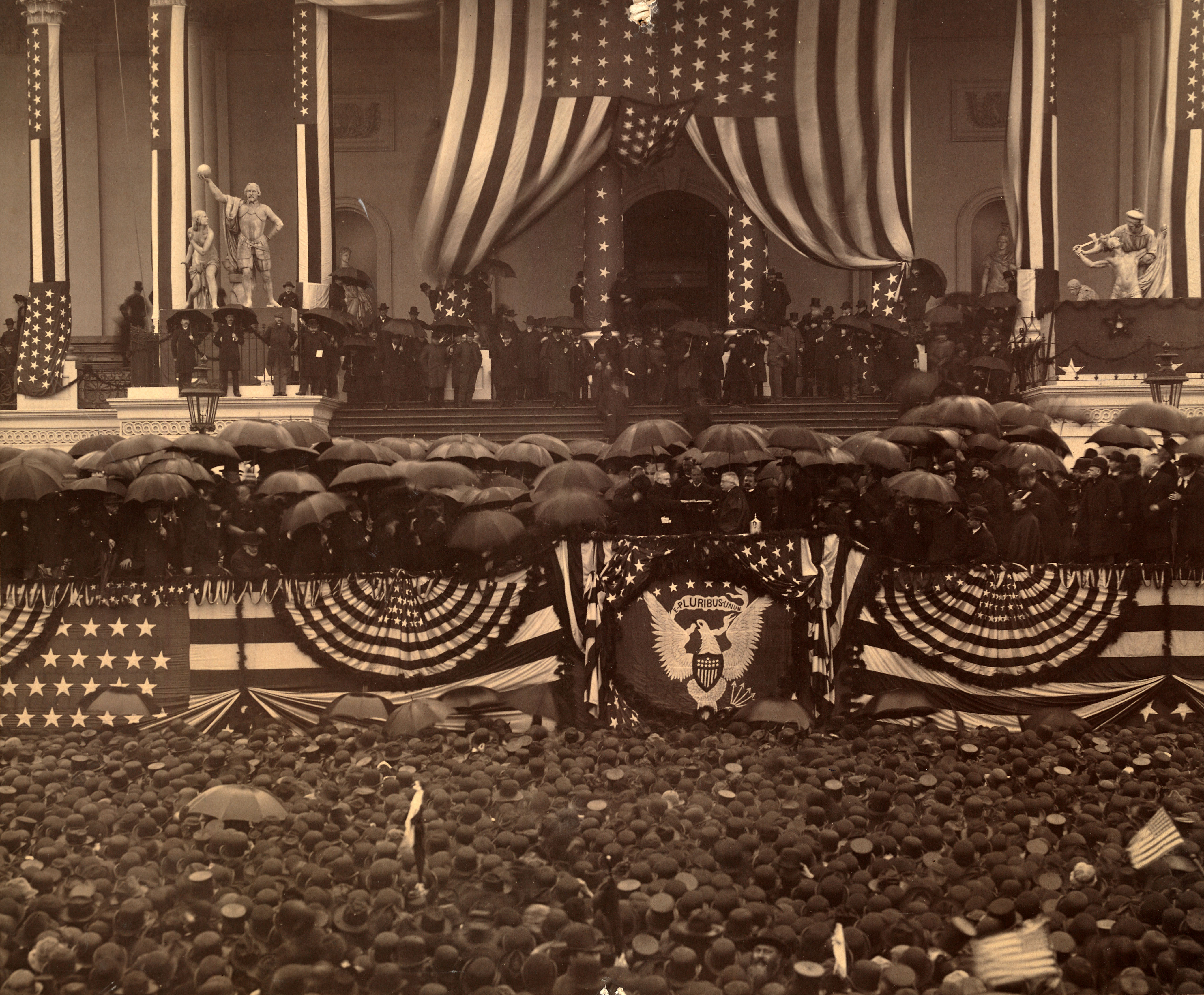
Amtseinführung von Benjamin Harrison

Die Amtseinführung von Benjamin Harrison als 23. Präsident der Vereinigten Staaten fand am Montag, dem 4. März 1889, im East Portico des Kapitols der Vereinigten Staaten in Washington, D.C. statt. Es war die 26. Amtseinführung und markierte den Beginn der vierjährigen Amtszeit von Benjamin Harrison als Präsident und Levi P. Morton als Vizepräsident. Der Oberste Richter Melville W. Fuller nahm bei strömendem Regen dem Präsidenten den Amtseid ab.

## Ablauf
Harrisons Amtseinführung fand während eines Regenschauers in Washington D.C. statt. Der scheidende Präsident Grover Cleveland nahm an der Zeremonie teil und hielt einen Regenschirm über Harrisons Kopf, als er den Amtseid ablegte. Seine Rede war kurz – halb so lang wie die seines Großvaters William Henry Harrison, dessen Rede eine der längsten Antrittsreden eines US-Präsidenten war. In seiner Rede schrieb Benjamin Harrison das Wachstum der Nation den Einflüssen von Bildung und Religion zu, forderte die Baumwollstaaten und Bergbaugebiete auf, das industrielle Niveau der östlichen Vereinigten Staaten zu erreichen und versprach einen Schutzzoll. In Bezug auf den Handel und die im Gilded Age immer mächtiger werdenden Trusts sagte er: „Wenn unsere großen Unternehmen ihre gesetzlichen Verpflichtungen und Pflichten gewissenhafter einhalten würden, hätten sie weniger Grund, sich über die Einschränkung ihrer Rechte oder die Beeinträchtigung ihrer Tätigkeit zu beschweren.“ Harrison drängte auch auf eine frühe Eigenstaatlichkeit der Territorien und sprach sich für Renten für Veteranen aus, eine Aussage, die auf begeisterten Beifall stieß. Die Außenpolitik der Vereinigten Staaten umfasste nur einen kleinen Teil seiner Rede. Diesbezüglich bekräftigte Harrison die Monroe-Doktrin als Grundpfeiler der auswärtigen Beziehungen und drängte gleichzeitig auf eine Modernisierung der Marine und eine Handelsmarine.
Zur heiklen Frage von Ämterpatronage im Rahmen des Spoilssystems, in dem der neu gewählte Präsident die Stellen im öffentlichen Dienst des Bundes mit Parteisoldaten besetzte, erklärte er, dass politische Unterstützung den Betreffenden weder für eine Einstellung disqualifizierte, noch vor Inkompetenz in dessen Amtsführung bewahrte. Ferner wies er auf die Größe der Verwaltung hin, die mittlerweile so ein Ausmaß erreicht habe, dass der Präsident bei der Personalauswahl auf die Ratschläge Dritter angewiesen sei. Harrisons Zusage einer die Ämterpatronage abschaffenden Verwaltungsreform stieß beim Publikum auf eisiges Schweigen. Zum Abschluss der Rede erinnerte er das Publikum feierlich an den Wohlstand der Nation und an die Verpflichtung jedes Einzelnen für die Freiheit der Republik einzustehen.
Die Marinekapelle von John Philip Sousa spielte auf dem Einweihungsball im Pensionsgebäude, an dem eine große Menschenmenge teilnahm. Nach seinem Einzug ins Weiße Haus bemerkte Harrison recht prophetisch: „Es gibt nur eine Tür – eine, die nie verschlossen ist – zwischen dem Büro des Präsidenten und dem, was man nicht sehr treffend seine Privatwohnungen nennt.“